# مهرداد صدیقیان
مهرداد صدیقیان (زادهٔ ۳۰ بهمن ۱۳۶۷) بازیگر ایرانی است. او فعالیت هنری خود را با بازی در فیلم عصر جمعه (۱۳۸۴) آغاز کرد و برای نقش‌آفرینی در اتوبوس شب (۱۳۸۵) و ماجرای نیمروز (۱۳۹۵) نامزد دریافت سیمرغ بلورین از جشنواره فیلم فجر شد.

## زندگی‌نامه
مهرداد صدیقیان، ۳۰ بهمن ۱۳۶۷ در تهران متولد شد. او تنها یک برادر به نام مهدیار دارد که از خودش دو سال بزرگ‌تر است. او دیپلم رشتهٔ ریاضی-فیزیک دارد و از ۱۷ سالگی وارد عرصهٔ هنری شده است.

مهرداد صدیقیان (سمت چپ) به همراه برادرش مهدیار (سمت راست) در کودکی

او سال ۱۳۸۴، در پی فراخوان بازیگری برای بازی در نقش اصلی مرد فیلم عصر جمعه به کارگردانی مونا زندی انتخاب و جلوی دوربین رفت. در سال ۱۳۸۵ نیز با فیلم اتوبوس شب به کارگردانی کیومرث پوراحمد در کنار خسرو شکیبایی بازی کرد. او برای بازی در این فیلم کاندیدای بهترین بازیگر آسیا در جشنواره آسیا پاسیفیک شد و از جشن خانهٔ سینما جایزه بهترین بازیگر مرد را به‌دست‌آورد.
او در سال ۱۳۹۰ با سریال سقوط یک فرشته جلوی دوربین رفت و دیده شد اما شهرت اصلی او با سریال مدینه در سال ۱۳۹۳ آغاز شد.
صدیقیان در سی و هفتمین جشنواره فیلم فجر توانست با چهار فیلم لقب پرکارترین بازیگر سال را از آن خود کند. او از جمله بازیگرانی است که در موزیک ویدئوی «عاشقانه نیست» از آلبوم با من بخوان علیرضا قربانی بازی کرده است.
او یکی از بازیگران اصلی سریال پرمخاطب پوست شیر است. این سریال یکی از پر بحث‌ترین و پر بازخوردترین سریال‌های شبکه نمایش خانگی در فضای مجازی بود به گونه‌ای که در اسفند ۱۴۰۱ برای دو روز هشتگ پوست شیر، هشتگ ترند اول توئیتر قرار گرفت.

## فیلم‌شناسی

### سینما
| سال  | نام                | کارگردان         | نقش                   |
| ---- | ------------------ | ---------------- | --------------------- |
| ۱۴۰۳ | ساعت ۶ صبح         | مهران مدیری      | سیاوش                 |
| ۱۴۰۲ | شه‌سوار             | حسین نمازی       | شیرزاد                |
| ۱۴۰۲ | سال گربه           | مصطفی تقی‌زاده    | مهرداد صدیقیان (خودش) |
| ۱۳۹۹ | تصور               | علی بهراد        | راننده                |
| ۱۳۹۸ | لامینور            | داریوش مهرجویی   | سهند                  |
| ۱۳۹۸ | تا ابد             | امید امین‌نگارشی  | علی                   |
| ۱۳۹۷ | سونامی             | میلاد صدرعاملی   | بهداد                 |
| ۱۳۹۷ | طلا                | پرویز شهبازی     | رضا                   |
| ۱۳۹۷ | سمفونی نهم         | محمدرضا هنرمند   | شاهزاده بردیا         |
| ۱۳۹۶ | ایده اصلی          | آزیتا موگویی     | رامین نوری پناه       |
| ۱۳۹۶ | عطر داغ            | علی ابراهیمی     | نیما                  |
| ۱۳۹۵ | شماره ۱۷ سهیلا     | محمود غفاری      | مسعود                 |
| ۱۳۹۵ | زرد                | مصطفی تقی‌زاده    | فرامرز                |
| ۱۳۹۵ | ماجرای نیمروز      | محمدحسین مهدویان | حامد                  |
| ۱۳۹۵ | ترومای سرخ         | اسماعیل میهن‌دوست |                       |
| ۱۳۹۵ | لابی               | محمد پرویزی      |                       |
| ۱۳۹۵ | پدیده              | علی احمدزاده     |                       |
| ۱۳۹۴ | اروند              | پوریا آذربایجانی |                       |
| ۱۳۹۴ | خماری              | داریوش غذبانی    |                       |
| ۱۳۹۳ | مادر قلب اتمی      | علی احمدزاده     | کامبیز (کامی)         |
| ۱۳۹۲ | ناخواسته           | برزو نیک‌نژاد     | راننده                |
| ۱۳۹۲ | به تهران خوش آمدید | رضا سبحانی       |                       |
| ۱۳۹۱ | قاعده تصادف        | بهنام بهزادی     | بردیا                 |
| ۱۳۹۰ | یک خانواده محترم   | مسعود بخشی       | مرد راننده            |
| ۱۳۸۹ | پنهان              | مهدی رحمانی      |                       |
| ۱۳۸۸ | آوانتاژ            | علی احمدزاده     |                       |
| ۱۳۸۸ | زمهریر             | علی روئین‌تن      |                       |
| ۱۳۸۸ | سپید و سیاه        | قاسم جعفری       | فرید                  |
| ۱۳۸۷ | حیران              | شالیزه عارفپور   | حیران                 |
| ۱۳۸۷ | موج سوم            | آرش سجادی حسینی  | حاتم                  |
| ۱۳۸۷ | سفر مرگ            | حسن آقاکریمی     |                       |
| ۱۳۸۶ | دیوار              | محمدعلی طالبی    | شهاب                  |
| ۱۳۸۵ | اتوبوس شب          | کیومرث پوراحمد   | عیسی                  |
| ۱۳۸۴ | عصر جمعه           | مونا زندی حقیقی  | امید                  |

### نمایش خانگی
| سال  | نام                  | کارگردان                 | نقش                       |
| ---- | -------------------- | ------------------------ | ------------------------- |
| ۱۴۰۳ | بلیط یک طرفه         | پوریا حیدری‌اوره          | ام‌جِی (MJ)                 |
| ۱۴۰۳ | جان‌سخت               | مصطفی تقی‌زاده            | فرزاد عزیزی               |
| ۱۴۰۳ | داریوش               | هادی حجازی‌فر             | وحید                      |
| ۱۴۰۱ | پوست شیر             | جمشید محمودی             | صدرا کوهستانی             |
| ۱۴۰۱ | مهمانی (فصل۱ قسمت ۹) | ایرج طهماسب              | مهمان                     |
| ۱۴۰۰ | پیش‌گو (قسمت ۶)       | رضا بهاروند امین انتظاری | مهمان                     |
| ۱۳۹۷ | رقص روی شیشه         | مهدی گلستانه             | ماکان                     |
| ۱۳۹۲ | شاهگوش               | داوود میرباقری           | محمد ابراهیم درویشی (ابی) |

### تلویزیون
| سال  | نام            | کارگردان                    | نقش      |
| ---- | -------------- | --------------------------- | -------- |
| ۱۳۹۶ | خندوانه (فصل۴) | رامبد جوان                  | مهمان    |
| ۱۳۹۶ | دورهمی         | مهران مدیری                 | مهمان    |
| ۱۳۹۳ | مدینه          | سیروس مقدم                  | بهمن     |
| ۱۳۹۱ | دیوار          | سیروس مقدم                  | امیرحسین |
| ۱۳۹۱ | حیرانی         | کیوان علی محمدی امید بنکدار | محمد     |
| ۱۳۹۰ | سقوط یک فرشته  | بهرام بهرامیان              | نیما     |

### فیلم کوتاه
| سال  | نام                   | کارگردان        | نقش  |
| ---- | --------------------- | --------------- | ---- |
| ۱۳۹۲ | زنی پوشیده با گردنبند | ابراهیم ایرج‌زاد | مجید |
| ۱۳۹۰ | نقطه                  | علی تیموری      |      |

## جوایز و نامزدها
| سال  | جایزه                                       | رده                        | اثر           | نتیجه    |
| ---- | ------------------------------------------- | -------------------------- | ------------- | -------- |
| ۱۳۸۵ | جشنوارهٔ فیلم فجر                            | بهترین بازیگر نقش مکمل مرد | اتوبوس شب     | نامزدشده |
| ۱۳۹۵ | جشنوارهٔ فیلم فجر                            | بهترین بازیگر نقش اول مرد  | ماجرای نیمروز | نامزدشده |
| ۱۳۸۸ | جشن حافظ                                    | بهترین بازیگر مرد سینما    | اتوبوس شب     | نامزدشده |
| ۱۳۹۶ | جشن انجمن منتقدان و نویسندگان سینمایی ایران | بهترین بازیگر نقش اول مرد  | ماجرای نیمروز | نامزدشده |
| ۱۳۸۶ | جشن سینمای ایران                            | بهترین بازیگر نقش مکمل مرد | اتوبوس شب     | نامزدشده |
| ۱۳۸۷ | جوایز اسکرین آسیا پاسیفیک                   | بهترین بازیگر مرد          | اتوبوس شب     | نامزدشده |